# Driehoekig lint

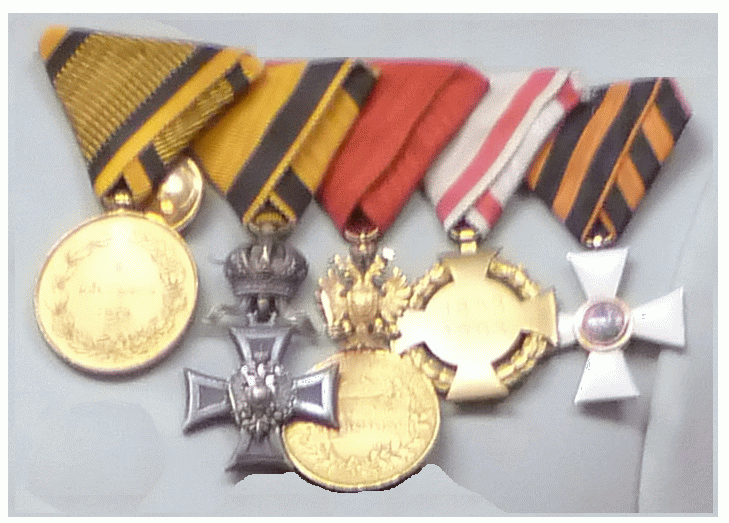
De onderscheidingen van Keizer Frans Jozef I aan driehoekige linten. Als eerste draagt de keizer de Oorlogsmedaille. Het Militair Dienstteken met de Kroon voor 50 jaar dienst, zijn eigen Gouden Jubileum-Herinneringsmedaille 1898 met de adelaar, het Jubileumskruis 1908 en de Russische Sint-Jorisorde uiterst links hangt volgens Oostenrijks gebruik aan een driehoekig lint.

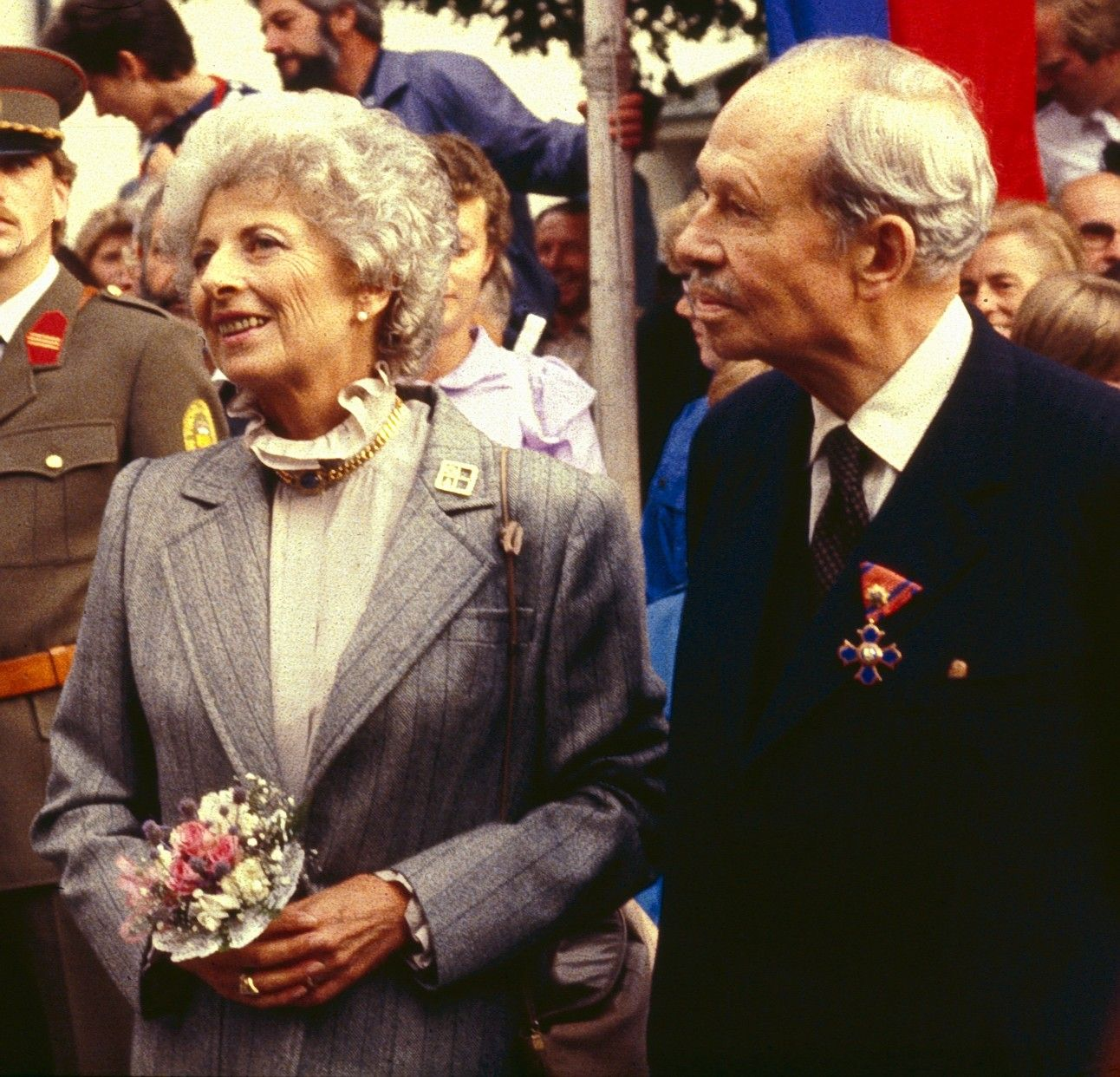
Frans Jozef II vorst van Liechtenstein met een Kleine decoratie waarop het gouden miniatuur van een Grote Ster is bevestigd.

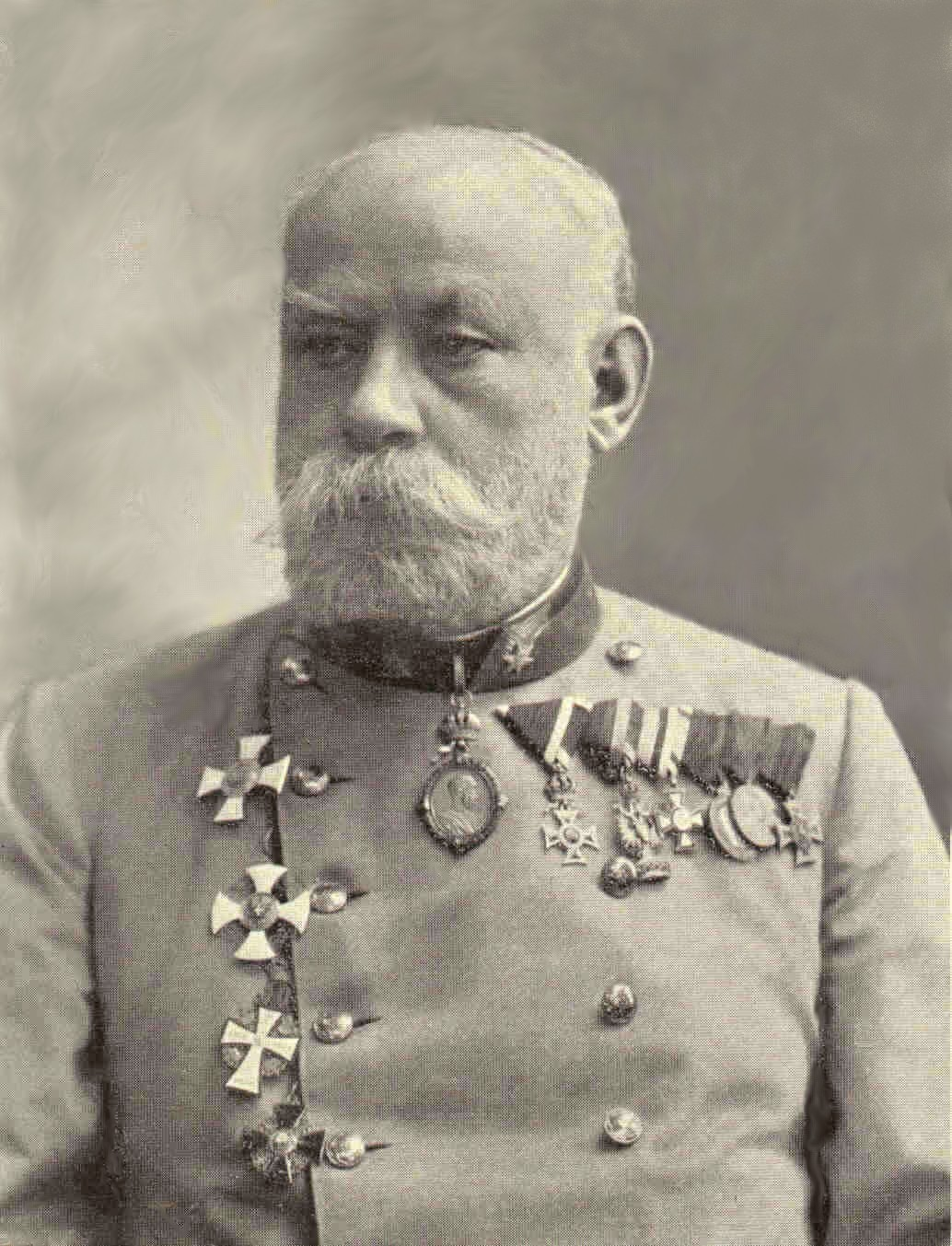
De cartograaf Robert Daublebsky v. Sterneck

Een driehoekig gevouwen lint komt voor als draagwijze van Oostenrijkse onderscheidingen en ook bij landen die dit voorbeeld hadden overgenomen zoals het Koninkrijk Saksen, Bulgarije, Slowakije en Servië. In Nederland en België worden de onderscheidingen aan eenvoudig gevouwen linten gedragen maar men kan Nederlandse en Belgische orden aan driehoekige linten vinden. Dan gaat het om eretekens die door hun bijvoorbeeld Oostenrijkse of Saksische bezitter werden gedragen aan een lint dat voldeed aan de voorschriften van zijn eigen land.
In Oostenrijk werden de driehoekige linten in 1840 ingevoerd. De diehoekig gevouwen linten waren de standaard tot in 1908 een Jubileums-Hofmedaille voor burgers werd ingesteld aan een afwijkend lint met een beugel. Dat jaar zag ook voor het eerst een gesp met aangepaste vorm op een driehoekig lint.
Het lint wordt in Oostenrijk driehoekig gevouwen en van een haak en een ring voorzien. De medaille of het kruis hangt dan aan de haak in het aan de onderzijde open lint.
Driehoekige linten komen met een rozet op het lint voor. Men vindt ze ook met een kleine ster op het lint. Het is lastig om meerdere gespen op het lint te dragen en het lint kan niet worden verlengd zodat een heer die meerdere onderscheidingen draagt een op het oog slordige broche met eretekens draagt. Een ridderorde is immers veel groter dan een soms klein uitgevallen medaille.
Tegenwoordig worden driehoekige linten nog steeds gebruikt door de Republieken Oostenrijk en Hongarije en het Vorstendom Liechtenstein.
De vier hoogste graden van de Vorstelijk Liechtensteinse Orde van Verdienste dragen soms het ridderkruis met een gouden of zilveren ster, een ruitvormige plaque of een miniatuur van het kruis op hun lint. Deze draagwijze noemt men een "Kleine decoratie". Daarmee wordt aangeknoopt bij een oude Oostenrijkse traditie.

## Voorbeelden

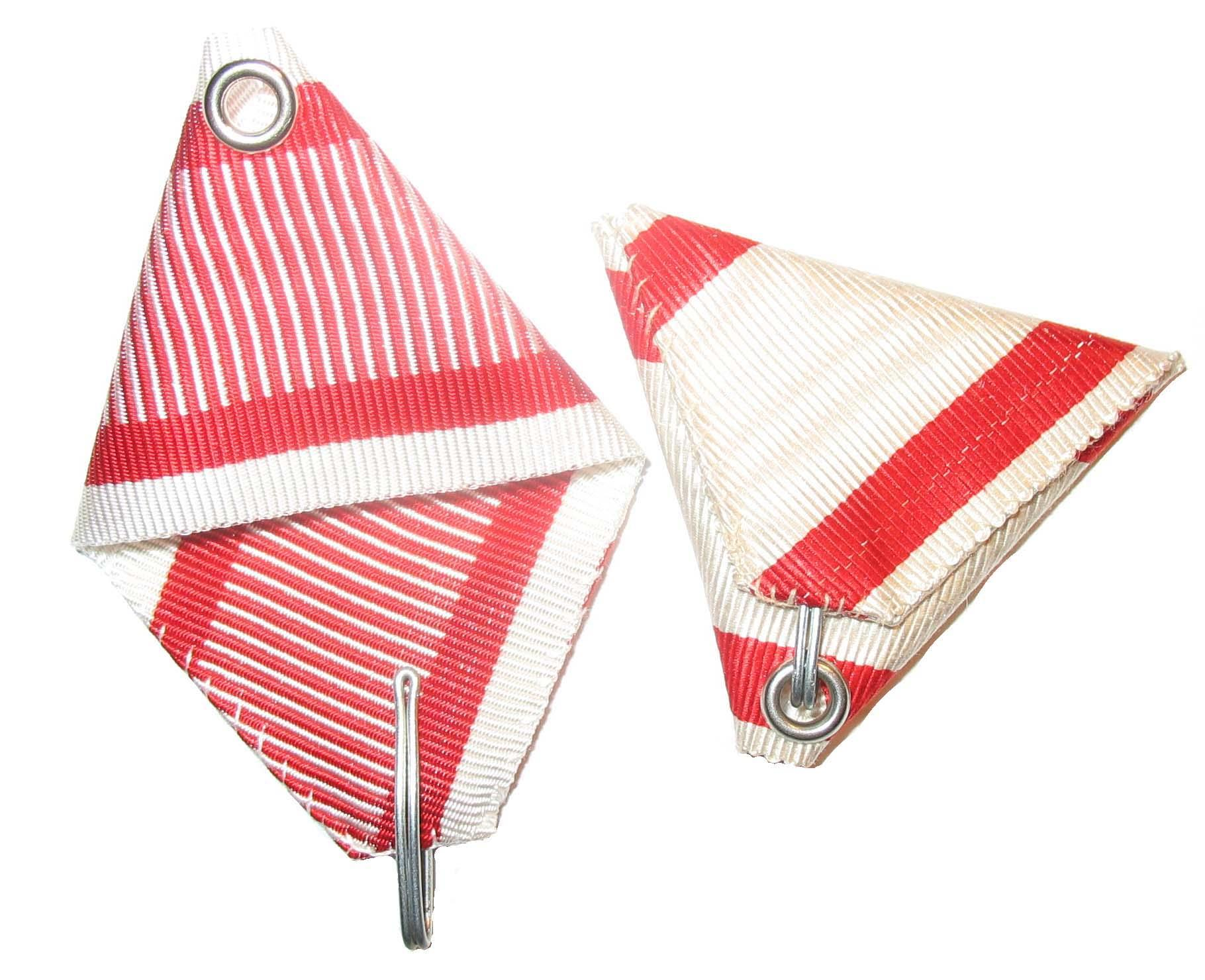
De achterzijde van een driehoekig lint
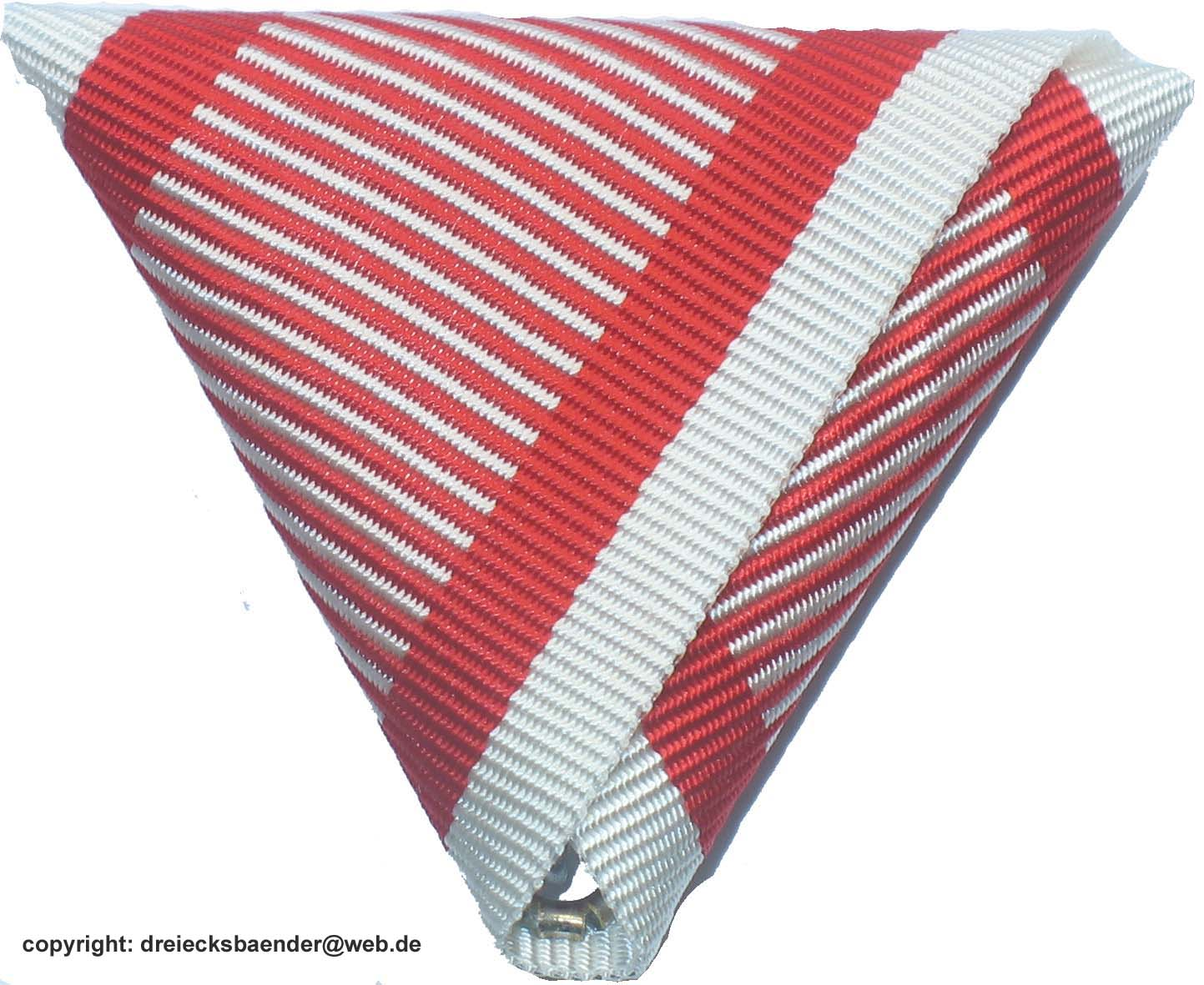
Het Oostenrijkse "Tapferkeitsband"dat in oorlogstijd voor meerdere onderscheidingen werd gebruikt.
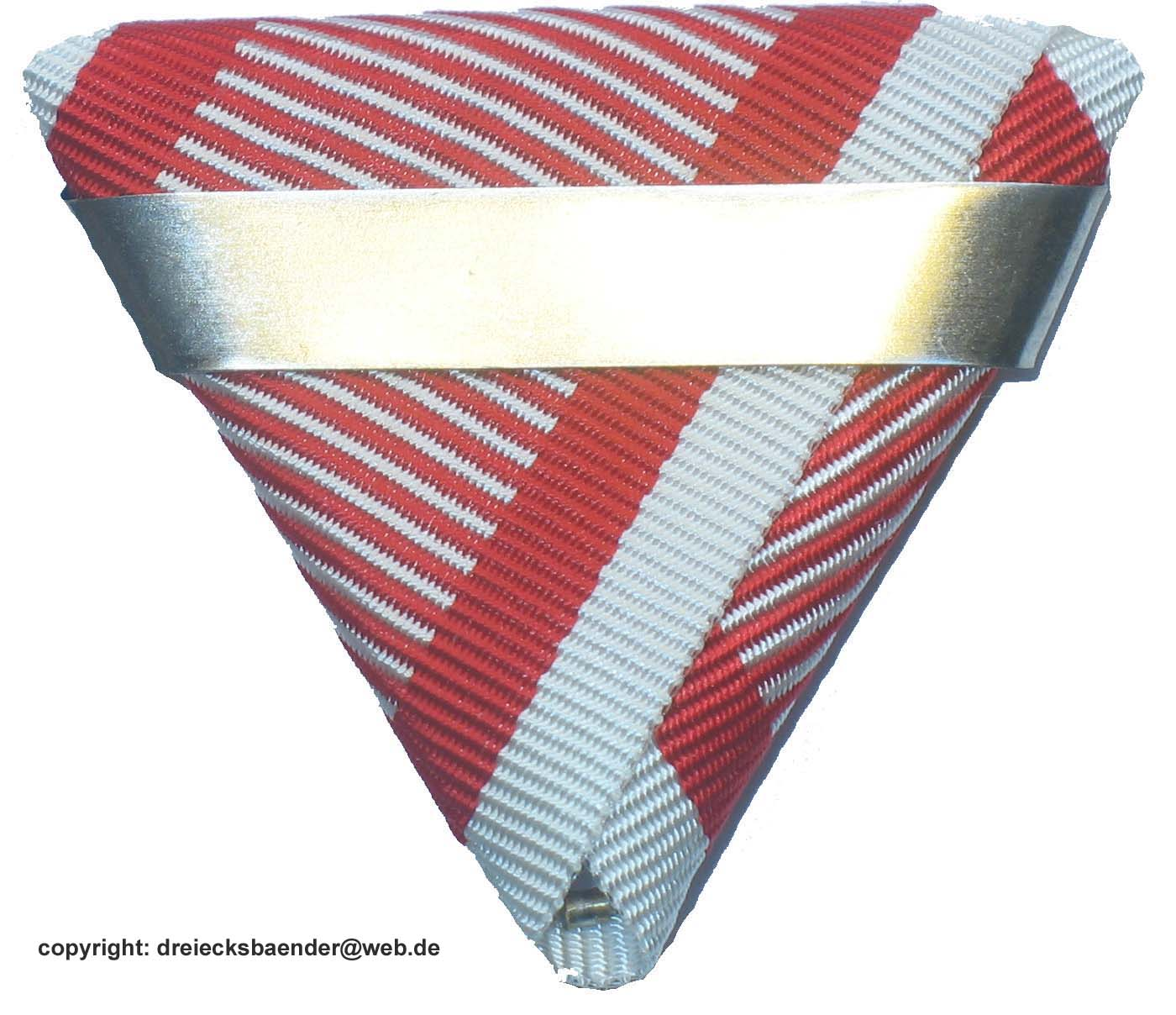
Lint met gesp voor de tweede toekenning van bijvoorbeeld de Dapperheidsmedaille
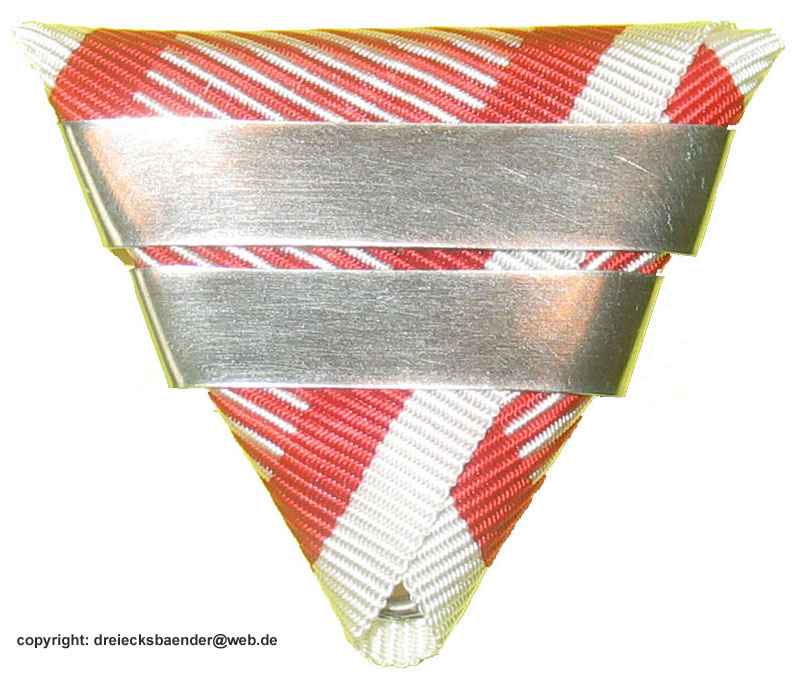
Deze decoratie werd blijkens de twee gespen driemaal verleend.
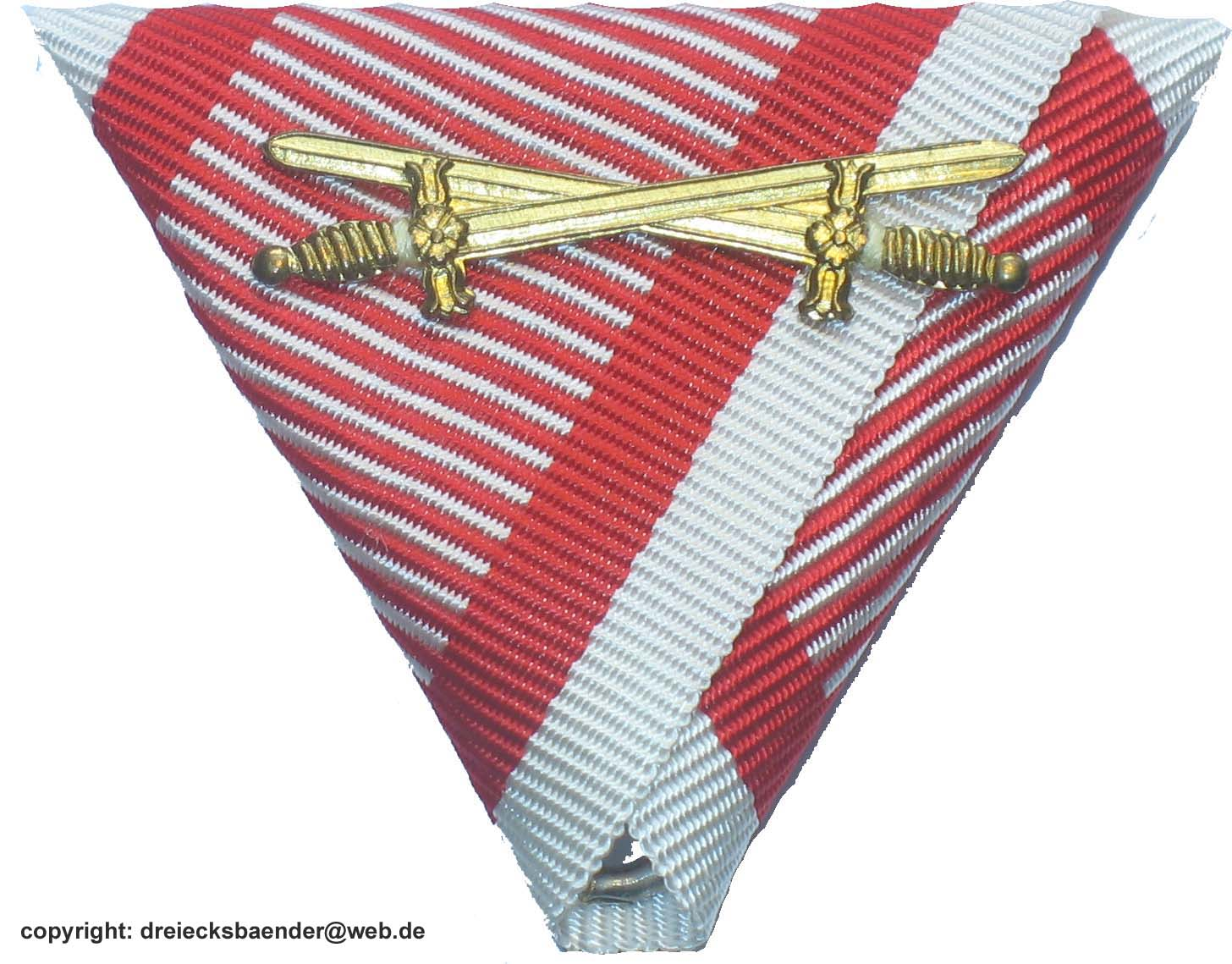
Lint met de zwaarden, de "Schwerterauflagen für Frontkämpfer" op het lint.
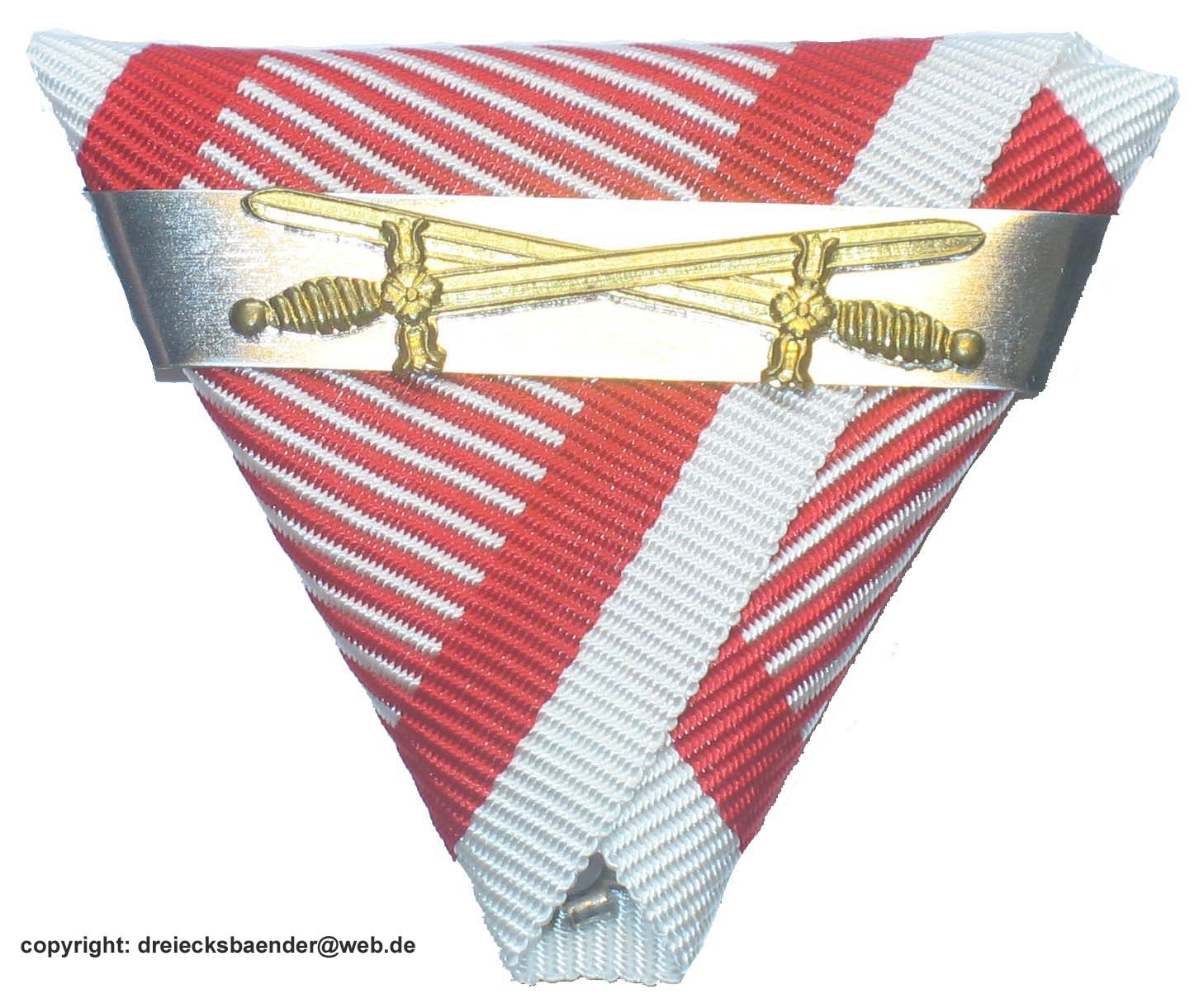
Bij twee verleningen komen de zwaarden op de gesp bij gebrek aan ruimte op het lint.
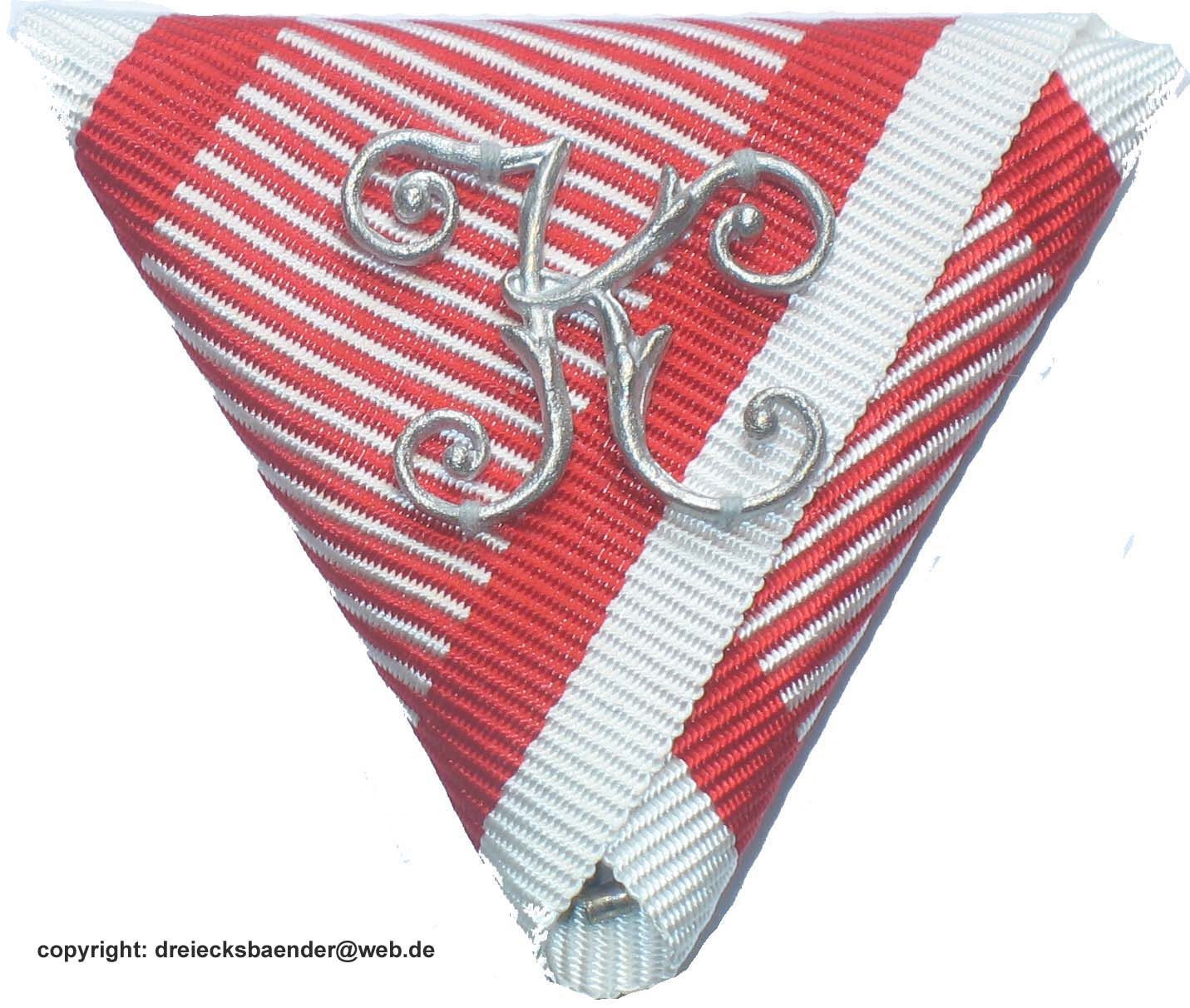
'De "K-Auflage" in zilver werd door de met de Grote Zilveren Dapperheidsmedaille gedecoreerde officieren gedragen.
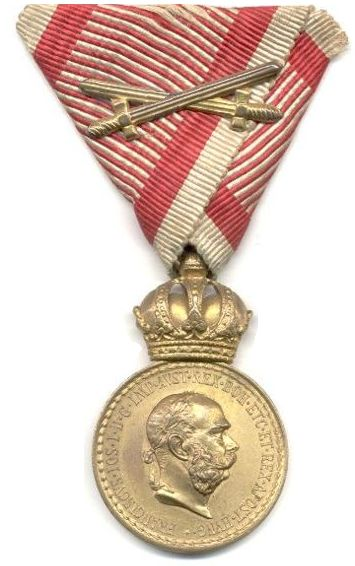
De beroemde "Signum Laudis".
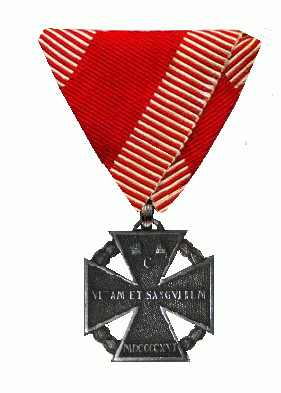
Het Karel-Troepen-Kruis uit 1917.
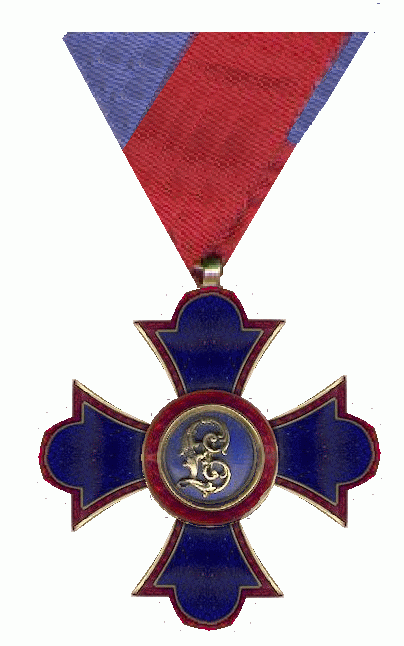
Ridder in de Vorstelijk Liechtensteinse Orde van Verdienste.
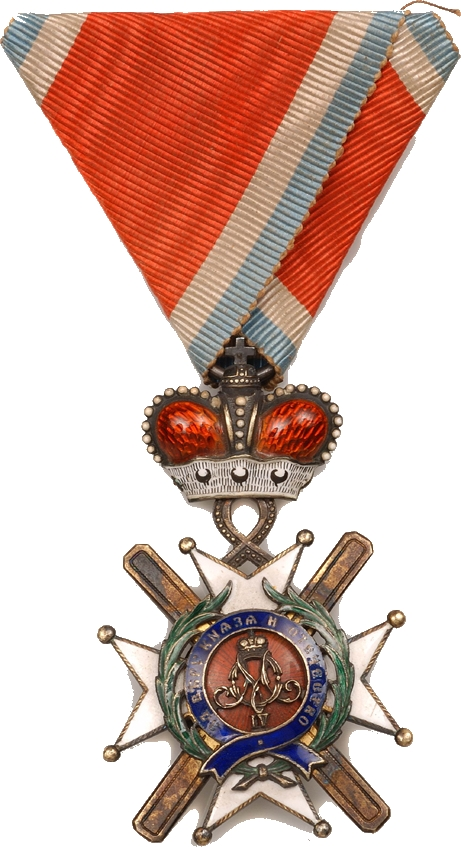
De Takowo-Orde van Servië.
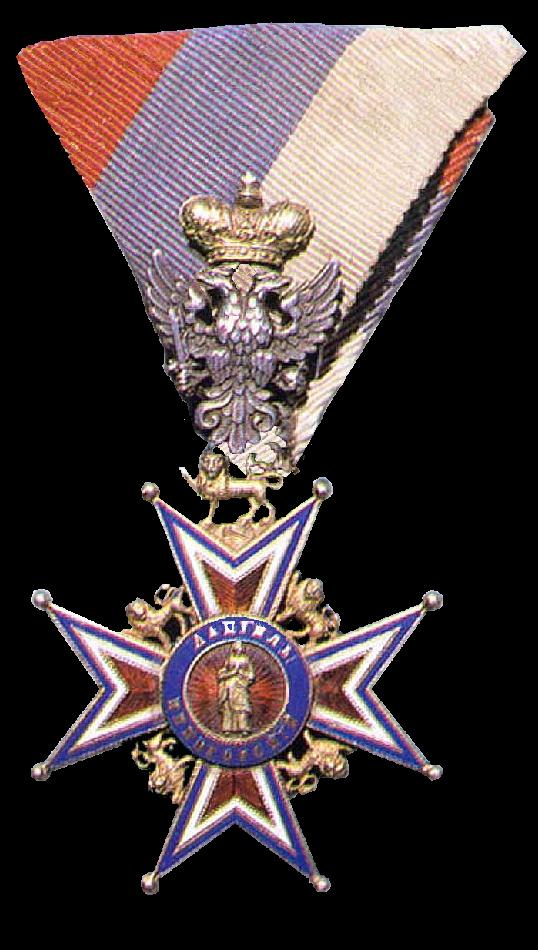
De zeldzame Huisorde van Sint Petrus van Montenegro.
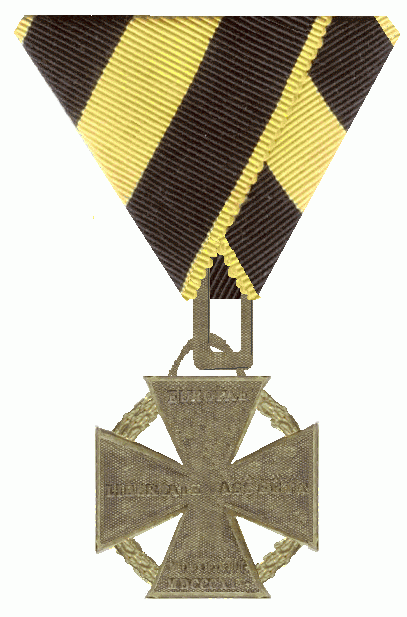
Het Oostenrijkse Kanonnenkruis uit 1814.
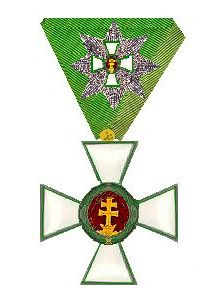
Kleine decoratie van een Grootkruis in de Hongaarse Orde van Verdienste in het Interbellum.